# Gromphadorhina portentosa
Gromphadorhina portentosa — великий тропічний тарган з родини Blaberidae.
Один з найбільших тарганів у світі: середні розміри самки й самця — 60 і 55 мм відповідно. У деяких випадках особини досягають 10 сантиметрів завдовжки.
Ендемік Мадагаскару, мешкає на стовбурах і гілках дерев і кущів. Харчується трав'янистими частинами рослин і фруктами. Тривалість життя в природі 1—2 роки, в неволі 2—3 роки (деякі особини доживають до 5 років).
Імаго мають коричневе забарвлення, задні грудні сегменти й передньоспинка коричнево-чорного кольору. На передньогрудді самців знаходяться два піднятих ріжка, в той час як у самок вони відсутні. Мадагаскарські таргани не мають крил, в разі виникнення небезпеки відлякують ворогів шипінням.

## Шипіння
Характерною особливістю мадагаскарських тарганів є здатність видавати шиплячі або свистячі звуки. Таку поведінку мають і ряд інших видів. Такі звукові сигнали служать для відлякування хижаків і для внутрішніх відносин (наприклад, боротьба самців за самку). Шипіння здійснюється за допомогою різкого скорочення черевця, завдяки чому повітря з силою проходить через дихальця.
Самці шиплять під час небезпеки, боротьби за самку, під час залицяння і спаровування. Самки шиплять тільки під час небезпеки. Так можна відрізнити їх за статевою ознакою.
Чим голосніше шипить самець, тим більше у нього шансів на спаровування з самкою.

## Антени
Вуса є рецепторами феромонів, отже без антен самець не зможе привабити самку і запліднити її. Під час бійки між самцями за самку вони намагаються відкусити супернику в першу чергу вуса, а потім вже інші частини тіла.

## Статевий диморфізм
Статевий диморфізм виражений яскраво (за умови нормального розвитку особин в однаковому середовищі). Самці зазвичай дрібніші від самок, мають два конусоподібних вирости на протораксі, забарвлення їх більш контрастне, плями з боків спинних півкілець більш виразні, антени товщі, покриті хетами, останній стерніт диференційований і спеціалізований, несе грифельки.

## Утримання
Мадагаскарського таргана можна легко утримувати вдома і розводити. Багато любителів екзотичних хижаків (тарантулів, ящірок) розводять мадагаскарців як живий корм.

## Розмноження та життєвий цикл
Життя в тарганів, як і у всіх живих істот зі статевим розмноженням, починається після запліднення. Таргани не кладуть яйця або лялечки, вони носять своє потомство в животі. Через 2-3 місяці після запліднення самка виштовхує з черевця 20-50 (у середньому 25-30) крихітних, білих тарганчиків. Маленьких тарганів називають «німфами», вони з'являються на світ білими з чорними очима. Через кілька годин їх шкіра твердне і стає коричневого кольору. Німфи не можуть пропорційно рости, тому вони линяють подібно зміям кілька разів у житті (близько 6 разів). Останній раз німфа линяє приблизно на п'ятому-шостому місяці після народження. Це остання линька, після якої тарган стає дорослим і зрілим, готовим до розмноження. Дорослі таргани більше не линяють. У рідкісних випадках (при низькій температурі, поганому харчуванні) розвиток німфи до дорослого стану може досягати 10 місяців. За 2—3 дні до линьки тарган стає малорухливим, намагається сховатися і проявляє активність тільки при активних спробах його потривожити.

## Згадки в популярній культурі
Мадагаскарський тарган — популярний персонаж у багатьох фільмах. У фільмі «Люди в чорному» є багато епізодів, в яких він фігурує. У комедії «Важка дитина 2» головний герой утримує тарганів у будиночку, потім підкладає в салат під час сімейної вечері своєї мачухи. Також цей тарган відіграє важливу роль у 19 серії 3 сезону серіалу «C.S.I.: Місце злочину Нью-Йорк», де він виступає як жива прикраса з рубінами й смарагдами та за сумісництвом є причиною чергового вбивства.